# Paddy McNair
Paddy McNair, właśc. Patrick James Coleman McNair (ur. 27 kwietnia 1995 w Ballyclare) – północnoirlandzki piłkarz występujący na pozycji obrońcy w angielskim klubie Middlesbrough oraz w reprezentacji Irlandii Północnej.

## Kariera
W Manchesterze United zadebiutował 27 września 2014 roku w wygranym 2:1 meczu z West Ham United. 11 sierpnia 2016 roku podpisał czteroletni kontrakt z Sunderlandem. W 2018 roku odszedł do Middlesbrough.
W seniorskiej reprezentacji Irlandii Północnej zadebiutował 25 marca 2015 roku w przegranym 1:0 meczu z reprezentacją Szkocji.

## Statystyki kariery
(aktualne na 20 listopada 2016)
| Klub               | Sezon              | Liga               | Liga  | Liga   | Puchar Anglii | Puchar Anglii | Puchar ligi | Puchar ligi | Europa | Europa | Inne  | Inne   | Suma  | Suma   |
| Klub               | Sezon              | Liga               | Mecze | Bramki | Mecze         | Bramki        | Mecze       | Bramki      | Mecze  | Bramki | Mecze | Bramki | Mecze | Bramki |
| ------------------ | ------------------ | ------------------ | ----- | ------ | ------------- | ------------- | ----------- | ----------- | ------ | ------ | ----- | ------ | ----- | ------ |
| Manchester United  | 2014/15            | Premier League     | 16    | 0      | 2             | 0             | 0           | 0           | –      | –      | –     | –      | 18    | 0      |
| Manchester United  | 2015/16            | Premier League     | 8     | 0      | 0             | 0             | 0           | 0           | 1      | 0      | –     | –      | 9     | 0      |
| Sunderland         | 2016/17            | Premier League     | 9     | 0      | 0             | 0             | 3           | 2           | –      | –      | –     | –      | 12    | 2      |
| Ogólnie w karierze | Ogólnie w karierze | Ogólnie w karierze | 33    | 0      | 2             | 0             | 3           | 2           | 1      | 0      | 0     | 0      | 39    | 2      |